# Tabita Berglund
Tabita Berglund   (Trondheim, 28 de març de 1989) és una violoncel·lista i directora d'orquestra noruega.

## Biografia

### Estudis musicals
Va començar la seva trajectòria musical estudiant violoncel, tot realitzant el màster d'interpretació a càrrec del violoncel·lista Truls Mørk. A partir de llavors esdevingué intèrpret tant de música orquestral com de música de cambra, formant part de l'Orquestra Filharmònica d'Oslo, l'Orquestra Filharmònica de Bergen, i l'Ensemble Trondheim Soloists de música de cambra.

### Trajectòria professional
L'any 2018 va iniciar la carrera professional com a directora després de guanyar el Premi Neeme Järvi de l'acadèmia de direcció de Gstaad, a Viena. A principis del mateix any, Tabita va ser seleccionada pel programa Opptakt, on s'impulsen joves talents de la direcció orquestral, permetent la col·laboració amb diferents orquestres.
El juny de 2019, Tabita va debutar amb la Norwegian Opera Orchestra com a part del programa Opptakt per el qual havia optat durant un festival d'estiu a Noruega. A partir de llavors, la temporada 2019-2020 va estar plena de concerts i oportunitats per a donar-se a conèixer en l'àmbit nacional, havent debutat amb les principals orquestres de Noruega.
A nivell internacional, Tabita ha col·laborat amb diverses orquestres, com ara bé la Finnish Radio Symphony, la Hallé Orchestra i l'Orquestra Nacional de Lió. A més, el novembre de 2020, Tabita va dirigir un concert amb l'OBC, on es va interpretar Tabula Rasa d'Arvo Pärt, amb la participació de membres del Quartet Casals com a principals solistes, i la Simfonia núm. 7 de Jean Sibelius.
Després del seu debut internacional, Tabita va completar el seu màster en direcció a l'acadèmia de música de Noruega, amb el professor i director d'orquestra Ole Kristian Ruud.